# Tristan Charpentier
Tristan Charpentier (Béthune, 12 augustus 2000) is een Frans autocoureur.

## Carrière
Charpentier maakte zijn autosportdebuut in het karting in 2009. In 2015 reed hij voor het eerst buiten de karts toen hij deelnam aan de eerste twee raceweekenden van het Ginetta Junior Championship voor Tollbar Racing. Hij kwam in slechts een van de vier races tot scoren met een zestiende plaats in de seizoensopener op Brands Hatch. Met vijf punten werd hij 28e en laatste in het kampioenschap.
In 2016 debuteerde Charpentier in het formuleracing, waarin hij deelnam aan het Franse Formule 4-kampioenschap. Hij behaalde hier vijf podiumplaatsen voordat hij aan het eind van het seizoen zijn eerste race won op het Circuit Bugatti. Met 204 punten werd hij vijfde in de eindstand.
In 2017 nam Charpentier deel aan twee raceweekenden van het BRDC Britse Formule 3-kampioenschap voor het team Chris Dittmann Racing. Twee achtste plaatsen tijdens zijn tweede weekend op Spa-Francorchamps waren zijn beste klasseringen. Met 53 punten werd hij achttiende in de eindstand. Tevens reed hij in twee raceweekenden van het SMP Formule 4-kampioenschap bij MP Motorsport. Hierin kwam hij nooit verder dan een zestiende plaats in de seizoensopener op het Sochi Autodrom, waardoor hij puntloos als 27e en laatste in het klassement eindigde.
In 2018 reed Charpentier in de eerste vijf raceweekenden van de Britse Formule 3 bij het team Fortec Motorsports. Hij behaalde twee podiumfinishes op Oulton Park en Spa-Francorchamps en werd zodoende twaalfde in het kampioenschap met 166 punten.
In 2019 kwam Charpentier uit in de Super Formula voor Real Racing. In de eerste race op de Suzuka International Racing Course kwalificeerde hij zich als vijftiende en crashte hij in de race. Hierna werd hij door het team voor de rest van het seizoen vervangen door Kodai Tsukakoshi. In de rest van het jaar kwam hij nergens meer in actie.
In 2020 zou Charpentier oorspronkelijk deelnemen aan de Indy Lights bij het team Andretti Autosport, maar het seizoen werd afgelast vanwege de coronapandemie. In plaats hiervan kwam hij aan het eind van dat jaar uit in het laatste raceweekend van het Indy Pro 2000 Championship op het Stratencircuit Saint Petersburg bij het team Exclusive Autosport. In de eerste race werd hij elfde, terwijl hij in de tweede race uitviel.